# Сухое (Томская область)
Сухо́е — деревня в Бакчарском районе Томской области, Россия. Входит в состав Вавиловского сельского поселения.

## География
Деревня расположена недалеко от реки Галка, в стороне от автодорог. Расстояние до ближайшей трассы Р399 и до райцентра — 10 км на юг по прямой.

## История
В непосредственной близости от современной д. Сухое, на правом берегу р. Бакчар напротив устья р. Галка располагался исторический населённый пункт южных селькупов — юрты Аландины (юрта Аландина, заимка Аландина, д. Аландино). В 1911 г.: 3 хозяйства — 10 селькупов.

## Население
| 2002 | 2010 | 2012 | 2013 | 2014 | 2015 | 2021 |
| ---- | ---- | ---- | ---- | ---- | ---- | ---- |
| 163  | ↘107 | ↗108 | ↘107 | ↘104 | ↗106 | ↘84  |

## Социальная сфера
Ближайшие фельдшерско-акушерский пункт и школа находятся в центре поселения — деревне Вавиловка.